# Мусса Сіссоко
Мусса́ Сіссоко́ (фр. Moussa Sissoko, нар. 16 серпня 1989, Ле-Блан-Меніль, Франція) — французький футболіст малійського походження, центральний півзахисник клубу «Нант» та національної збірної Франції.
Фіналіст Євро-2016 у складі збірної Франції.

## Клубна кар'єра
Вихованець футбольної школи клубу «Тулуза». Дорослу футбольну кар'єру розпочав 2007 року в основній команді того ж клубу, в якій провів п'ять з половиною сезонів, взявши участь у 192 матчах чемпіонату.  Більшість часу, проведеного у складі «Тулузи», був основним гравцем команди.
До складу клубу «Ньюкасл Юнайтед» приєднався 2013 року. Відтоді встиг відіграти за команду з Ньюкасл-апон-Тайна 118 матчів в національному чемпіонаті.

## Виступи за збірні
2004 року дебютував у складі юнацької збірної Франції, взяв участь у 30 іграх на юнацькому рівні, відзначившись 2 забитими голами.
Протягом 2008–2011 років залучався до складу молодіжної збірної Франції. На молодіжному рівні зіграв у 18 офіційних матчах, забив один гол.
10 жовтня 2009 року дебютував в офіційних матчах у складі національної збірної Франції, вийшовши на заміну в грі проти збірної Фарерських островів. Станом на 22 вересня 2021 року провів у формі головної команди країни 71 матч, забив 2 голи.
| Дата       | Місто                    | Господарі            | Результат               | Гості             | Турнір                    | Голи | Примітки |
| ---------- | ------------------------ | -------------------- | ----------------------- | ----------------- | ------------------------- | ---- | -------- |
| 10-10-2009 | Генгам                   | Франція              | 5 – 0                   | Фарерські острови | Відбір до ЧС 2010         | -    | 62'      |
| 14-10-2009 | Сен-Дені (Сена-Сен-Дені) | Франція              | 3 – 1                   | Австрія           | Відбір до ЧС 2010         | -    |          |
| 11-08-2010 | Осло                     | Норвегія             | 2 – 1                   | Франція           | товариський матч          | -    | 46'      |
| 12-10-2012 | Сен-Дені (Сена-Сен-Дені) | Франція              | 0 – 1                   | Японія            | товариський матч          | -    |          |
| 16-10-2012 | Мадрид                   | Іспанія              | 1 – 1                   | Франція           | Відбір до ЧС 2014         | -    | 68'      |
| 14-11-2012 | Парма                    | Італія               | 1 – 2                   | Франція           | товариський матч          | -    | 90'      |
| 06-02-2013 | Сен-Дені (Сена-Сен-Дені) | Франція              | 1 – 2                   | Німеччина         | товариський матч          | -    | 81'      |
| 22-03-2013 | Сен-Дені (Сена-Сен-Дені) | Франція              | 3 – 1                   | Грузія            | Відбір до ЧС 2014         | -    | 66'      |
| 26-03-2013 | Сен-Дені (Сена-Сен-Дені) | Франція              | 0 – 1                   | Іспанія           | Відбір до ЧС 2014         | -    | 82'      |
| 06-09-2013 | Тбілісі                  | Грузія               | 0 – 0                   | Франція           | Відбір до ЧС 2014         | -    |          |
| 10-09-2013 | Гомель                   | Білорусь             | 2 – 4                   | Франція           | Відбір до ЧС 2014         | -    | 80'      |
| 11-10-2013 | Париж                    | Франція              | 6 – 0                   | Австралія         | товариський матч          | -    | 63'      |
| 15-11-2013 | Київ                     | Україна              | 2 – 0                   | Франція           | Відбір до ЧС 2014         | -    | 66' 76'  |
| 05-03-2014 | Сен-Дені (Сена-Сен-Дені) | Франція              | 2 – 0                   | Нідерланди        | товариський матч          | -    | 81'      |
| 27-05-2014 | Сен-Дені (Сена-Сен-Дені) | Франція              | 4 – 0                   | Норвегія          | товариський матч          | -    | 46'      |
| 01-06-2014 | Ніцца                    | Франція              | 1 – 1                   | Парагвай          | товариський матч          | -    | 72'      |
| 08-06-2014 | Вільнев-д'Аск            | Франція              | 8 – 0                   | Ямайка            | товариський матч          | -    |          |
| 15-06-2014 | Порту-Алегрі             | Франція              | 3 – 0                   | Гондурас          | ЧС 2014 - груповий етап   | -    | 57'      |
| 20-06-2014 | Салвадор (Бразилія)      | Швейцарія            | 2 – 5                   | Франція           | ЧС 2014 - груповий етап   | 1    |          |
| 25-06-2014 | Ріо-де-Жанейро           | Еквадор              | 0 – 0                   | Франція           | ЧС 2014 - груповий етап   | -    |          |
| 30-06-2014 | Бразиліа                 | Франція              | 2 – 0                   | Нігерія           | ЧС 2014 - 1/8 фіналу      | -    | 94'      |
| 04-09-2014 | Сен-Дені (Сена-Сен-Дені) | Франція              | 1 – 0                   | Іспанія           | товариський матч          | -    | 78'      |
| 07-09-2014 | Белград                  | Сербія               | 1 – 1                   | Франція           | товариський матч          | -    | 82'      |
| 11-10-2014 | Сен-Дені (Сена-Сен-Дені) | Франція              | 2 – 1                   | Португалія        | товариський матч          | -    | 71'      |
| 14-10-2014 | Єреван                   | Вірменія             | 0 – 3                   | Франція           | товариський матч          | -    | 4' 60'   |
| 14-11-2014 | Ренн                     | Франція              | 1 – 1                   | Албанія           | товариський матч          | -    | 80'      |
| 18-11-2014 | Марсель                  | Франція              | 1 – 0                   | Швеція            | товариський матч          | -    | 61'      |
| 26-03-2015 | Сен-Дені (Сена-Сен-Дені) | Франція              | 1 – 3                   | Бразилія          | товариський матч          | -    | 74'      |
| 07-06-2015 | Сен-Дені (Сена-Сен-Дені) | Франція              | 3 – 4                   | Бельгія           | товариський матч          | -    |          |
| 04-09-2015 | Лісабон                  | Португалія           | 0 – 1                   | Франція           | товариський матч          | -    | 80'      |
| 07-09-2015 | Бордо                    | Франція              | 2 – 1                   | Сербія            | товариський матч          | -    | 90'      |
| 08-10-2015 | Ніцца                    | Франція              | 4 – 0                   | Вірменія          | товариський матч          | -    | 77'      |
| 11-10-2015 | Копенгаген               | Данія                | 1 – 2                   | Франція           | товариський матч          | -    |          |
| 17-11-2015 | Лондон                   | Англія               | 2 – 0                   | Франція           | товариський матч          | -    | 83'      |
| 03-25-2016 | Амстердам                | Нідерланди           | 2 – 3                   | Франція           | товариський матч          | -    | 87'      |
| 29-03-2016 | Сен-Дені (Сена-Сен-Дені) | Франція              | 4 – 2                   | Росія             | товариський матч          | -    | 70'      |
| 30-05-2016 | Нант                     | Франція              | 3 – 2                   | Камерун           | товариський матч          | -    | 65'      |
| 04-06-2016 | Мец                      | Франція              | 3 – 0                   | Шотландія         | товариський матч          | -    | 88'      |
| 10-06-2016 | Сен-Дені (Сена-Сен-Дені) | Франція              | 2 – 1                   | Румунія           | ЧЄ 2016 - груповий етап   | -    | 92'      |
| 19-06-2016 | Вільнев-д'Аск            | Франція              | 0 – 0                   | Швейцарія         | ЧЄ 2016 - груповий етап   | -    |          |
| 26-06-2016 | Десін-Шарп'є             | Франція              | 2 – 1                   | Ірландія          | ЧЄ 2016 - 1/8 фіналу      | -    | 93'      |
| 03-07-2016 | Сен-Дені (Сена-Сен-Дені) | Франція              | 5 – 2                   | Ісландія          | ЧЄ 2016 - чвертьфінал     | -    |          |
| 07-07-2016 | Марсель                  | Франція              | 2 – 0                   | Німеччина         | ЧЄ 2016 - півфінал        | -    |          |
| 10-07-2016 | Сен-Дені (Сена-Сен-Дені) | Франція              | 0 – 1 д.ч.              | Португалія        | ЧЄ 2016 - фінал           | -    | 110'     |
| 01-09-2016 | Барі                     | Італія               | 1 – 3                   | Франція           | товариський матч          | -    | 63'      |
| 06-09-2016 | Борисов (місто)          | Білорусь             | 0 – 0                   | Франція           | Відбір до ЧС 2018         | -    |          |
| 07-10-2016 | Сен-Дені (Сена-Сен-Дені) | Франція              | 4 – 1                   | Болгарія          | Відбір до ЧС 2018         | -    | 69'      |
| 10-10-2016 | Амстердам                | Нідерланди           | 0 – 1                   | Франція           | Відбір до ЧС 2018         | -    |          |
| 11-11-2016 | Сен-Дені (Сена-Сен-Дені) | Франція              | 2 – 1                   | Швеція            | Відбір до ЧС 2018         | -    |          |
| 15-11-2016 | Ланс (Па-де-Кале)        | Франція              | 0 – 0                   | Кот-д'Івуар       | товариський матч          | -    | 46'      |
| 02-06-2017 | Ренн                     | Франція              | 5 – 0                   | Парагвай          | товариський матч          | 1    | 46'      |
| 09-06-2017 | Сульна (комуна)          | Швеція               | 2 – 1                   | Франція           | Відбір до ЧС 2018         | -    |          |
| 10-10-2017 | Сен-Дені (Сена-Сен-Дені) | Франція              | 2 – 1                   | Білорусь          | Відбір до ЧС 2018         | -    | 78'      |
| 16-11-2018 | Роттердам                | Нідерланди           | 2 – 0                   | Франція           | Ліга націй УЄФА 2018—2019 | -    | 65'      |
| 20-11-2018 | Сен-Дені (Сена-Сен-Дені) | Франція              | 1 – 0                   | Уругвай           | товариський матч          | -    | 93'      |
| 25-03-2019 | Сен-Дені (Сена-Сен-Дені) | Франція              | 4 – 0                   | Ісландія          | Відбір до ЧЄ 2020         | -    | 90'      |
| 08-06-2019 | Конья                    | Туреччина            | 2 – 0                   | Франція           | Відбір до ЧЄ 2020         | -    |          |
| 11-06-2019 | Андорра-ла-Велья         | Андорра              | 0 – 4                   | Франція           | Відбір до ЧЄ 2020         | -    | 64'      |
| 10-09-2019 | Сен-Дені (Сена-Сен-Дені) | Франція              | 3 – 0                   | Андорра           | Відбір до ЧЄ 2020         | -    |          |
| 11-10-2019 | Рейк'явік                | Ісландія             | 0 – 1                   | Франція           | Відбір до ЧЄ 2020         | -    |          |
| 14-10-2019 | Сен-Дені (Сена-Сен-Дені) | Франція              | 1 – 1                   | Туреччина         | Відбір до ЧЄ 2020         | -    |          |
| 17-11-2019 | Тирана                   | Албанія              | 0 – 2                   | Франція           | Відбір до ЧЄ 2020         | -    |          |
| 08-09-2020 | Сен-Дені (Сена-Сен-Дені) | Франція              | 4 – 2                   | Хорватія          | Ліга націй УЄФА 2020—2021 | -    |          |
| 11-11-2020 | Сен-Дені (Сена-Сен-Дені) | Франція              | 0 – 2                   | Фінляндія         | товариський матч          | -    |          |
| 17-11-2020 | Сен-Дені (Сена-Сен-Дені) | Франція              | 4 – 2                   | Швеція            | Ліга націй УЄФА 2020—2021 | -    |          |
| 28-03-2021 | Нур-Султан               | Казахстан            | 0 – 2                   | Франція           | Відбір до ЧС 2022         | -    | 82'      |
| 31-03-2021 | Сараєво                  | Боснія і Герцеговина | 0 – 1                   | Франція           | Відбір до ЧС 2022         | -    | 90'      |
| 02-06-2021 | Ніцца                    | Франція              | 3 – 0                   | Уельс             | товариський матч          | -    | 64'      |
| 08-06-2021 | Сен-Дені (Сена-Сен-Дені) | Франція              | 3 – 0                   | Болгарія          | товариський матч          | -    | 84'      |
| 23-06-2021 | Будапешт                 | Португалія           | 2 – 2                   | Франція           | ЧЄ 2020 - груповий етап   | -    | 87'      |
| 28-06-2021 | Бухарест                 | Франція              | 3 – 3 д.ч. (4 – 5 п.п.) | Швейцарія         | ЧЄ 2020 - 1/8 фіналу      | -    | 88'      |
| Усього     |                          | Матчів               | 71                      |                   | Голів                     | 2    |          |

## Титули і досягнення
- Віце-чемпіон Європи: 2016